# Луфтханза Ситилајн
Луфтханза Ситилајн је регионална авио-компанија Луфтханзе са седиштем у Минхену, Немачка. Главна база је на минхенском аеродрому, а остале базе на аеродромима Франкфурт, Диселдорф, Келн—Бон и Хамбург.
Луфтханза Ситилајн саобраћа до Београда из Диселдорфа и Минхена.

## Историја
Авио-компанија је основана као Ostfriesische Lufttaxi (OLT) 1958. Касније, компанија је променила име у Ostfriesische Lufttransport (OLT) 1970. Реорганизована је и поново мења име у DLT Luftverkehrsgesellschaft mbH 1. октобра 1974. и тад је почела да ради у сарадњи са Луфтханзом 1978. Од 1988, сви летови компаније су били за Луфтханзу. Марта 1992, DLT постаје део Луфтханзе и мења име у Луфтханза Ситилајн (Lufthansa CityLine).

## Флоте
Стање од јуна 2007:
- 18 Авро РЏ85
- 01 Бомбардер КРЏ-100ЕР
- 15 Бомбардер КРЏ-100ЛР
- 11 Бомбардер КРЏ-200ЛР
- 20 Бомбардер КРЏ-700ЕР
- 12 Бомбардер КРЏ-900 (15 наручених)
- 00 Ембраер 190 (30 наручених)